# Вознесенка (Казанський район)
Вознесе́нка (рос. Вознесенка) — присілок у складі Казанського району Тюменської області, Росія.
Населення — 76 осіб (2010, 130 у 2002).
Національний склад станом на 2002 рік:
- росіяни — 95 %